# N-(4-aminobutil)-3-(3,4-di-hidroxifenil)propionamida
N-(4-Aminobutil)-3-(3,4-diidroxifenil)propionamida ou N-(4-aminobutil)-3,4-diidroxi-benzenepropanamida, é o composto orgânico de fórmula C13H20N2O3 e massa molecular 252,3095. É classificado com o número CAS 55760-27-5, Mol File 55760-27-5.mol e CB42215701.